# Chaabi (Algeria)
Il Chaabi è una musica tradizionale di Algeri (Algeria), formalizzata da Hadj M'hamed El Anka.

## Storia
Originaria della Qasba di Algeri, la musica conosciuta come chaabi appartiene ad una tradizione di recente origine. Emerse negli anni '30 e fino ad oggi non ha perso nulla del suo potere di attrazione. Ispirato alle tradizioni vocali della musica araba e andalusa che usa le sue modalità e i suoi ritmi (l'Andalusia è anche la sede della musica flamenco). Chaabi significa "del popolo" ed è decisamente la musica del popolo, anche in un paese in cui governa il raï.
Una canzone tipica presenta un motivo triste, araba e berbera, sullo sfondo orchestrale di una dozzina di musicisti, con violini e mandolini che vanno in crescendo per poi ridursi ad una melodia piana ed al battito dei colpi sulle percussioni. Mentre condivide molti temi fissi con il flamenco: amore, perdita, esilio, amicizia e tradimento, il chaabi fa parte di una tradizione profondamente conservatrice e i suoi testi spesso portano un forte messaggio morale.
All'inizio il Chaabi rimaneva un genere scandaloso, prosperando a dietro a porte chiuse o in luoghi specifici chiamati "Mahchachat" (tana della cannabis), dove l'ammiratore di questa musica sarebbe andato a bere caffè, tè o a fumare. Alla fine degli anni '50, tuttavia, era diventata la musica popolare, suonata a matrimoni e feste religiose. Tra i suoi principali esponenti c'erano la cantante di Orano Lili Labassi, Hadj M'hamed El Anka, il padre del Chaabi, e Dahmane El Harrachi, compositore del classico racconto dell'emigrazione, la canzone Ya Rayah.
Nel 2011 Safinez Bousbia diresse un documentario sulla musica chaabi. Ci sono voluti più di sette anni per creare, facilitare e seguire la riunione dei membri ebrei e musulmani di un gruppo chaabi di coloniali algerini noti come El Gusto.

## Musicisti
- Hadj M'hamed El Anka (1907–1978)

(considerato il fondatore del Chaabi)
- Amar Ezzahi
- Boudjemaâ El Ankis
- El Hachemi Guerouabi
- Kamel Messaoudi
- Abdelkader Chaou
- Dahmane El Harrachi
- Cheikh El Hasnaoui
- Hadj Bouchiba
- Reda Doumaz
- Lili Boniche
- Maurice El Mediouni
- Mustapha Skandrani
- Khelifa Belkacem
- Hsissen
- Farid Ali
- Hadj M'rizek
- Hadj Menouar
- Naima Ababsa

## Interpreti femminili
- Reinette l'Oranaise